# Ferdinand Kvan Edman
Ferdinand Kvan Edman (* 12. Februar 1993 in Drammen) ist ein norwegischer Leichtathlet, der im Mittel- und Langstreckenlauf an den Start geht.

## Sportliche Laufbahn und Leben
Erste internationale Erfahrungen sammelte Ferdinand Kvan Edman bei den Crosslauf-Europameisterschaften 2009 in Dublin, bei denen er nach 20:47 min auf den 82. Platz im U20-Rennen gelangte. Im Jahr darauf erreichte er bei den Crosslauf-Europameisterschaften 2010 in Albufeira nach 18:50 min Rang 27 im U20-Rennen und 2011 schied er bei den Junioreneuropameisterschaften in Tallinn mit 3:53,13 min in der ersten Runde im 1500-Meter-Lauf aus. Im Dezember gelangte er dann bei den Crosslauf-Europameisterschaften in Velenje mit 18:36 min auf Rang 28 im U20-Rennen. Im Jahr darauf kam er bei den Juniorenweltmeisterschaften in Barcelona mit 3:50,95 min nicht über die Vorrunde über 1500 Meter hinaus und bei den Crosslauf-Europameisterschaften in Szentendre wurde er nach 18:59 min Vierter im U20-Rennen und im selben Jahr begann er ein Studium an der University of California, Los Angeles in den Vereinigten Staaten. 
Bei den Crosslauf-Europameisterschaften 2017 in Šamorín gelangte er nach 31:43 min auf Rang 52 im Einzelrennen und im Jahr darauf schied er bei den Europameisterschaften in Berlin mit 3:50,26 min in der ersten Runde über 1500 Meter aus. 2019 verpasste er bei den Halleneuropameisterschaften in Glasgow mit 3:51,43 min den Finaleinzug und 2021 siegte er in 3:38,36 min bei den Kuortane Games über 1500 Meter. 2022 schied er bei den Weltmeisterschaften in Eugene mit 3:39,92 min in der Vorrunde aus und gelangte anschließend bei den Europameisterschaften in München mit 3:37,27 min auf Rang acht. Im Jahr darauf verpasste er bei den Halleneuropameisterschaften in Istanbul mit 3:44,44 min den Finaleinzug und bei den Straßenlauf-Europameisterschaften 2025 in Löwen wurde er in 28:37 min 18. im 10-km-Straßenlauf. 

## Persönliche Bestleistungen
- 1500 Meter: 3:37,27 min, 4. September 2022 in Berlin
  - 1500 Meter (Halle): 3:37,39 min, 3. Februar 2022 in Ostrava
  - 2000 Meter (Halle): 5:03,41 min, 10. Februar 2024 in Liévin (nationale Bestleistung)
- 3000 Meter: 7:36,32 min, 10. September 2023 in Zagreb
  - 3000 Meter (Halle): 7:46,92 min, 28. Januar 2022 in Karlsruhe
- 5000 Meter: 13:23,66 min, 30. Mai 2024 in Oslo
- 5-km-Straßenlauf: 13:41 min, 5. April 2025 in Drammen
- 10-km-Straßenlauf: 27:13 min, 16. März 2025 in Lille